# Дэй, Пол Марио
Пол Марио Дэй (англ. Paul Mario Day; 19 апреля 1956, Уайтчепел, Ист-Лондон, Англия, Великобритания — 29 июля 2025, Ньюкасл, Новый Южный Уэльс, Австралия) — английский певец, который был первым вокалистом хеви-метал-группы Iron Maiden и More с 1975 по 1976 год и с 1980 по 1981 год.

## Iron Maiden
Дэй был первым вокалистом Iron Maiden с декабря 1975 по октябрь 1976 года. На DVD-издании документального фильма «Iron Maiden The Early Days» было отмечено, что причиной увольнения Дэя из группы являлось «отсутствие в нём какой-либо харизмы». Он был заменён Деннисом Уилкоком. Спустя годы он заявил о своем соавторстве песни Iron Maiden «Strange World».

## После Iron Maiden
Позже он сформировал группу More, которая в 1981 году выступила на фестивале Donington Monsters of Rock Festival.
С 1986 года Пол проживал в Австралии и был ведущим вокалистом двух групп, которые базировались в Ньюкасле, Новый Южный Уэльс. Он был автором песен и вокалистом групп Defaced и Crimzon Lake, а также включил в состав бывшего гитариста Iron Maiden Пола Тодда (который был в Iron Maiden в течение двух дней и никогда не записывался и не играл вживую, а только сделал фотосессию с ними) и барабанщика Def Leppard Фрэнка Нуна.  С 1983 по 1984 был вокалистом группы Wildfire. В 1985 Sweet были воссозданы Энди Скоттом и Миком Такером при участии Пола Марио Дэя. В 1986 году, в качестве ведущего вокалиста группы The Sweet, он в лондонском Marquee Club записал концертный альбом. После этого он жил в Австралии, начиная с 1986 года, и был вокалистом двух групп из Ньюкасла, Новый Южный Уэльс. Он исполнял каверы рок-песен с группой Defaced и пел и писал для Crimzon Lake, ныне распавшейся хард-рок-группы. Он сотрудничал с австралийской прогрессив-метал-группой Buffalo Crows, выступая в качестве приглашенного музыканта.
Спустя 42 года после образования Iron Maiden, оригинальный состав 1975 года, сформированный Стивом Харрисом, дал концерт воссоединения в Лондоне 29 декабря. Отсутствовал только бывший барабанщик Рон Мэтьюз, но появились Пол Марио Дэй (вокал), Дэйв Салливан и Терри Рэнс (гитары).
Согласно его страницам в социальных сетях, Дэй должен был записывать новый материал в начале июня 2025 года. Однако 29 июля он умер от рака в возрасте 69 лет.

## Дискография

### More
Atlantic:
- Warhead, 1981
- Blood & Thunder, 1982
- Fire, (Сингл) 1981
- We Are The Band, 1981
- Trickster (7"), 1982

### Wildfire
Mausoleum Records:
- Brute Force And Ignorance, 1983
- Summer Lightning, 1983
- Jerusalem (7", сингл), 1984
- Nothing Lasts Forever (7"), 1984

### Sweet
- live at Marquee[17]

### Crimson Lake
- Crimzon Lake (CD, EP), Вне лейбла (Crimzon Lake), 2011[18]

### Buffalo Crows
- Buffalo Crows (с Полом Марио Дэем) — Defenders, LP 'Bovonic Empires'[19]

### Сборники
- Brute Force & Ignorance + Summer Lightning (2xCD, Cборник), Golden Core, 2020[16]
- Guilty; Various — Cart & Horses The Birthplace Of Iron Maiden — Wasted Year 2020 (CD, Comp); Не на лейбле; 2021[11]